# Камбернолд (аэропорт)
Аэропорт Камбернолд (англ. Cumbernauld Airport, гэльск. Port-adhair Comar nan Allt) — аэропорт города Камбернолд в области Шотландии Северный Ланаркшир, неподалёку от Глазго.
У аэропорта есть обычная лицензия CAA номер P827, что позволяет осуществлять учебные рейсы и обычную пассажироперевозки.